# Incendio del Cabo de Creus de 2021
 
El incendio del Cabo de Creus fue un incendio forestal que se originó el 16 de julio de 2021 entre Llansá y Puerto de la Selva, en el Alto Ampurdán. Dos días después, los Bomberos de la Generalitat lo dieron por controlado. Se habían quemado 415,61 hectáreas, de las cuales 402,28 se encuentran dentro de los límites del parque natural del Cabo de Creus. Cuatro bomberos y un voluntario resultaron heridos leves.
El Cos d'Agents Rurals, que investigó el origen de las llamas, tenían como principal hipótesis del origen del fuego fuera una colilla.
Tuvo que ser evacuado el Monasterio de San Pedro de Roda y el camping Port de la Vall. Además de 300 personas de las urbanizaciones de Santa Isabel, Beleser, Perabeua, la Mora y las Moras. También se había confinado la población de Selva de Mar.
| Municipios         | ha     | %    |
| ------------------ | ------ | ---- |
| Llansá             | 75,97  | 18,3 |
| Puerto de la Selva | 296,64 | 71,4 |
| Selva de Mar       | 43     | 10,3 |

El director general de Prevención, Extinción de Incendios y Salvamento, Joan Delort, criticó la decisión del Gobierno de España de negarse a activar el protocolo de colaboración entre bomberos del departamento francés de Pirineos Orientales y los bomberos españoles para ayudar con la extinción del incendio. El Ministerio para la Transición Ecológica y el Reto Demográfico señaló que envió once medios aéreos que actuaron y, respecto al veto de solicitar ayuda a los bomberos de la administración francesa, argumentaron que se ocupó al máximo el espacio aéreo por el que "no se consideró ni oportuno ni necesario" pedirla.

## Galería

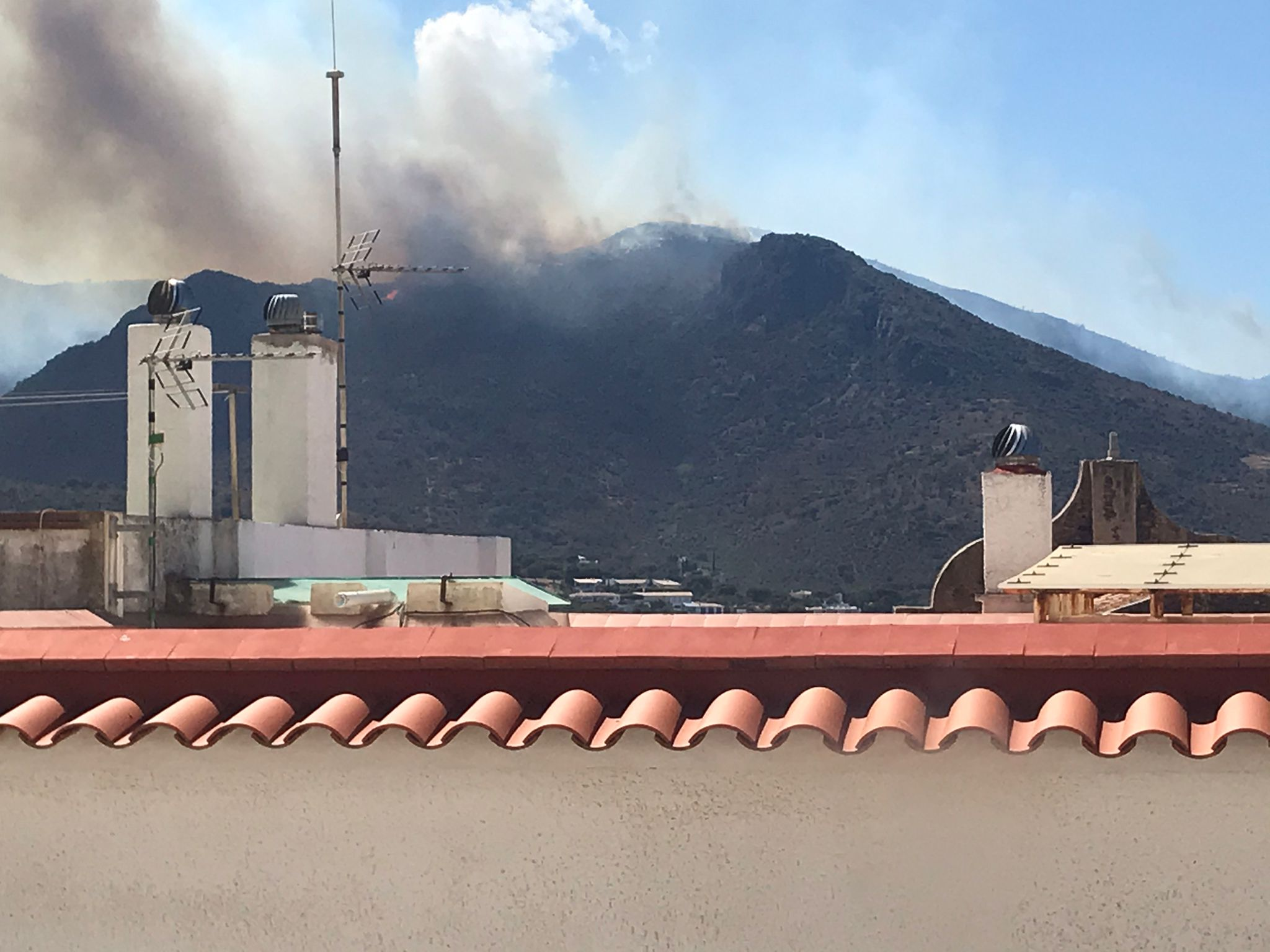
Incendio desde Puerto de la Selva (día 1)
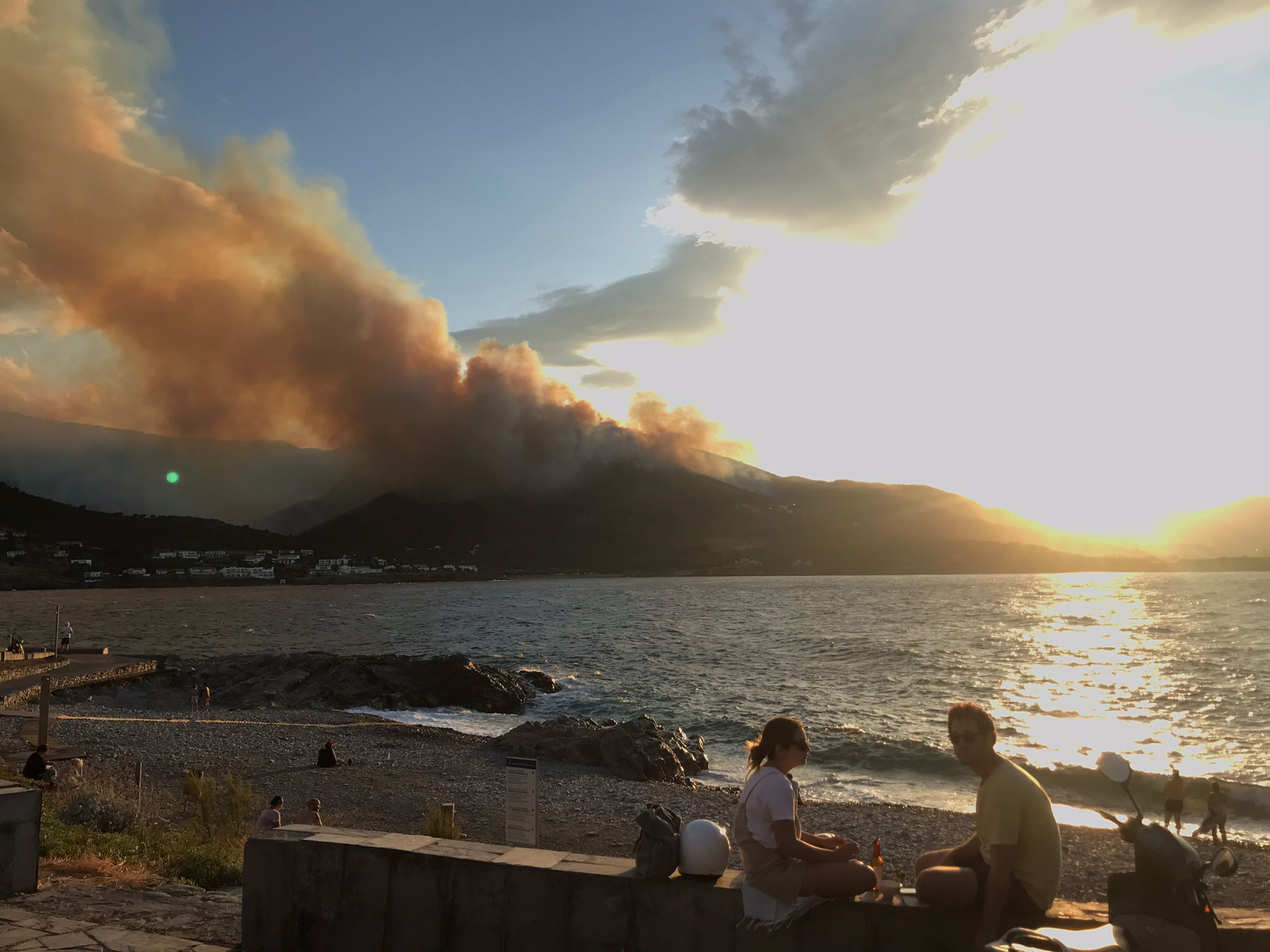
Incendio desde la playa Platja del Pas, en Puerto de la Selva.